# Phanerodon
Phanerodon – rodzaj ryb z rodziny szumieniowatych (Embiotocidae).

## Klasyfikacja
Gatunki zaliczane do tego rodzaju:
- Phanerodon atripes
- Phanerodon furcatus